# Альма Доленс
Тересіта Пазіні (уроджена деї Бонфатті, 18 лютого 1869  — 20 травня 1948 , Мілан ), більш відома під псевдонімом Альма Доленс, — італійська пацифістка, суфражистка і журналістка. «Alma Dolens» — поєднання латинського alma, що означає «душа» або «серце», з латинським дієприкметником dolens, що означає «та, що страждає» або «скорботний»; отже, це ім'я можна перекласти як «засмучене серце» або «важке серце», і вважають, що воно стосується її почуттів, пов'язаних із мілітаризмом та війною.

## Особисте життя
Народилася 1876 року в багатій умбрійській родині. Її сім'я була добре відома в італійському русі за об'єднання, де вони підтримували Джузеппе Гарібальді. Одружилася з адвокатом із Мілана, який підтримував її роботу.

## Робота
Альма Доленс була президенткою Ломбардського комітету з виборчого права жінок та прав робітників. Виступала на національних мирних конференціях у 1909 та 1910 роках, зміцнюючи свою роль в італійському русі за мир, де домінували чоловіки. Вважала, що жінки для соціального прогресу необхідні і відсутність жінок в італійському русі за мир і в політиці в цілому згубна. Також була затятою прихильницею встановлення зв'язків між італійським рухом за мир і профспілками. Створила «Жіноче товариство за мир» (Società per la paces femminile) і подорожувала центральною Італією, щоб створити його місцеві комітети. Працювала зі профспілкою робітників-металістів над створенням «Національного товариства арбітражу та роззброєння» (Associazione nazionale pro arcate e disarmo) в Мілані, в якому до початку 1910-их років налічувалося близько 700 членів.
Італійсько-турецька війна поклала край руху за мир, створивши розрив між тими, хто вважав, що вони повинні підтримувати війну, і тими, хто цього не робив. Доленс потрапила в останню категорію, публічно проводячи кампанію проти війни та звертаючись до груп у Сполучених Штатах та Швейцарії щодо фінансової підтримки, щоб дозволити пацифістам реформуватися. Вона продовжувала працювати протягом 1911 і 1912 років, але італійський пацифістський рух зрештою повністю розпався, і Доленс заборонили публічно виступати в Італії протягом цих двох років. Вона звернула увагу на іншу проблему, написавши про умови життя нижчого класу в італійських містах. 1913 року на мирній конференції в Будапешті познайомилася і подружилася з Розікою Швіммер, теж пацифісткою і суфражисткою. Також 1913 року повернулася до виступів на партійних заходах, іноді разом із Маргерітою Сарфатті.
1914 року ходила на збори з приводу війни, що насувається в Європі, організовані Міжнародним бюро миру і Гаагою. Вона та Розалія Гвісс-Адамі були делегатками італійських пацифістів на конференції 31 липня в Брюсселі, яка стала останньою спробою уникнути війни. Протягом усієї війни надавала допомогу сім'ям, які були вигнані зі своїх будинків через війну в Австро-Угорщині. Після закінчення італійсько-турецької війни подорожувала Бельгією з лекціями. Руйнування від війни підтвердили її віру в пацифізм, і вона сказала в одній зі своїх лекцій: «Ворог не на кордоні, він усюди навколо нас: це бідність, туберкульоз, безробіття. Ліки від цих хвороб — це кінець грізної та дорогої зброї». Вона наполягала на тому, що країни слід зобов'язати законом звертатися до арбітражу під час війни.
Після Другої світової війни Доленс оселилася в будинку свого друга-соціаліста Жільберто Джіліолі та його дружини Мірти Ріпамонті, де вона й померла 1948 року.